# SN 2007qx
SN 2007qx – supernowa typu Ib odkryta 5 listopada 2007 roku w galaktyce A002741+0113. W momencie odkrycia miała maksymalną jasność 22,40m.